# Bohuslav Diviš
Bohuslav Diviš (Praga, 20 de dezembro de 1942 — Normal (Illinois), 26 de julho de 1976) foi um matemático tchecoslovaco.